# Ronen Bar
Ronen Bar (em hebraico:  רונן בר; nascido em 1966) é um oficial de inteligência israelense e diretor da Agência de Segurança de Israel (comumente referida como Shin Bet, Shabak ou ISA) desde 13 de outubro de 2021. Anteriormente, atuou como vice-diretor do Shin Bet. Bar foi nomeado pelo primeiro-ministro Naftali Bennett e sua nomeação foi aprovada pelo gabinete de Israel em 11 de outubro de 2021. Bar assumiu o cargo em 13 de outubro de 2021.

## Biografia
Bar serviu na unidade Sayeret Matkal das Forças de Defesa de Israel. Bar ingressou no Shin Bet como agente de campo em 1993, e em 2011 foi nomeado chefe da Divisão de Operações do Shin Bet. Bar tornou-se chefe do departamento de desenvolvimento de recursos em 2016 e vice-diretor do Shin Bet em 2018.
Bar deverá atuar como diretor até 2026.

## Papel durante e após o ataque do Hamas a Israel
Em um memorando divulgado publicamente em segunda-feira, 16 de outubro de 2023, Bar assumiu a responsabilidade por não conseguir evitar o ataque de 7 de outubro de 2023 realizado pelo Hamas. "A responsabilidade é minha. Apesar de uma série de ações que realizamos, infelizmente, no sábado não conseguimos estabelecer uma dissuasão suficiente para frustrar o ataque", escreveu ele. "Haverá tempo para investigações. Agora estamos lutando."

## Vida pessoal
A esposa de Bar, Dafna, é irmã do empresário Shai Agassi.